# Wele
Wele (letteralmente "colui che è in alto") è una divinità della mitologia degli abaluyia del Kenya.

## Nel mito
Dopo aver creato il cielo ed aver retto alcuni pilastri per sostenerlo si dedicò al firmamento creando i due fratelli sole e luna, che gli prestarono aiuto nel suo lavoro. I due continuavano a litigare per ogni cosa e allora decise di separarli per sempre, creando il giorno e la notte i due fratelli non si incontrarono mai più: il sole occupava il cielo di giorno e la luna solo durante la notte.
Wele continuò il suo lavoro, continuando a creare le nuvole, i fulmini, le stelle, la pioggia, arcobaleni, grandine ed aria, poi la terra. Le ultime cose che creò furono gli esseri viventi: dapprima gli umani, al primo uomo venne dato il nome di Mwambu e alla prima donna quello di Sela, successivamente si dedicò a piante ed animali.